# Federazione Serba di Football Americano
La Federazione Serba di Football Americano (in serbo Српска асоцијација америчког фудбала?, SAAF) è l'organizzazione che governa il football americano in Serbia. Con sede a Belgrado, è stata fondata nel 2003. L'attuale presidente è Nikola Davidović. Lo sponsor della federazione è Meridian Sport. 

## Storia
L'Associazione Serba di Football Americano è stata fondata nel 2003. Il primo club è stato creato un anno prima, nel 2002, a Sremska Mitrovica, sotto il nome di Sirmium Legionaries. Subito dopo, sono nati altri team come i Kragujevac Wild Boars, i Beograd Vukovi, i Pančevo Panthers e i Niš Imperatori, aprendo la strada alla prima stagione organizzata dall'associazione. A causa di vincoli finanziari, la lega iniziale si è giocata senza attrezzature adeguate.
Nel 2006, quattro squadre serbe equipaggiate per il football americano si sono unite alla SELAF League, una lega regionale che copriva l'Europa sud-orientale. Questi club erano i Novi Sad Dukes, i Kragujevac Wild Boars, i Beograd Vukovi e i Sirmium Legionaries. Le altre 11 squadre, prive di equipaggiamento, hanno partecipato a un campionato separato diviso in gruppi Nord e Sud, in base alla posizione geografica. Nel 2007, si è giocata la prima stagione completamente equipaggiata in Serbia, mentre sette squadre non equipaggiate hanno disputato la loro ultima stagione senza attrezzature. Entro il 2008, tutte le squadre in competizione in Serbia disponevano dell'attrezzatura necessaria.
Le regole del football americano nel campionato nazionale serbo seguono le normative NCAA, che differiscono in alcuni aspetti dalle regole della NFL, la lega professionale americana. Nel 2008, ci fu una divisione all'interno della SAAF, portando alla formazione di due associazioni parallele: la SAFS, guidata principalmente dai Kragujevac Wild Boars e dai Belgrade Blue Dragons, e la SAAF, composta dai Beograd Vukovi, Novi Sad Dukes e altri club. Questo periodo di divisione durò poco, e nella stagione 2011 i club si riunirono sotto un'unica associazione.
In quella stagione, 20 club parteciparono alla competizione, suddivisi in tre divisioni: Centrale, Nord e Sud. I campioni di Serbia furono i Beograd Vukovi, che sconfissero i Wild Boars in una finale emozionante a Kragujevac, davanti a oltre 1.000 spettatori. Nei tre anni successivi, i Vukovi dominarono vincendo i campionati nel 2012, 2013 e 2014. Nel 2015, i Novi Sad Dukes conquistarono il loro primo titolo nella storia del club, completando una stagione perfetta con una vittoria imbattuta di 25–23 contro i Vukovi nella finale. Questa vittoria garantì anche il titolo della CEFL, dove i finalisti gareggiarono insieme ai Ljubljana Silverhawks e ai Cineplexx Blue Devils.
Dal 2016, i Kragujevac Wild Boars hanno preso il comando, vincendo quattro titoli consecutivi. Sconfissero i Vukovi tre volte (2016, 2018 e 2019) e i Novi Sad Dukes una volta, nel 2017.

## Presidenti
- Vuk Dinčić (2010–2013)
- Rade Rakočević (2013–2017)
- Branko Vučinić (2017–2021)
- Nikola Davidović (2021-oggi) [3]